# 에두아르 뷔야르
장-에두아르 뷔야르(Jean-Édouard Vuillard, 프랑스어: [vɥijaʁ] ; 1868년 11월 11일 – 1940년 6월 21일)는 프랑스의 화가이자 장식 예술가, 판화가이다. 1891년부터 1900년까지 그는 나비파의 주요 일원이었으며, 일본 판화의 영향을 받아 순수한 색의 영역과 내부의 장면을 조합한 그림을 제작하였고, 주제는 색과 패턴에 혼합시켰다. 뷔야르는 또한 극장의 세트와 실내 장식을 위한 패널에 채색을 하거나 접시와 스테인드 글라스를 디자인하는 장식 예술가였다. 1900년 이후 나비파가 해체되었을 때 그는 보다 사실적인 스타일을 채택하여 화려한 디테일과 생생한 색상으로 풍경과 실내를 그렸다. 1920년대와 1930년대에는 프랑스 산업과 예술계에서 저명한 인물의 초상화를 그 인물에게 익숙한 공간을 배경으로 하여 그렸다.

## 어린 시절
장에두아르 뷔야르는 1868년 11월 11일 손에루아르주 퀴조에서 태어나 어린 시절을 보냈다. 뷔야르의 아버지는 은퇴한 해군 보병 대장이었으며, 제대 후 세금 징수원으로 일했다. 아버지는 어머니 마리 뷔야르보다 27살이 많았으며, 어머니는 재봉사였다.
1877년 아버지가 은퇴한 후, 뷔야르의 가족은 파리에 정착하였다. 어머니의 재봉 작업장이 있던 Rue Daunou로 이사한 후, 마리스타교육수사회가 운영하는 학교에 입학하였다. 뷔야르는 장학금을 받아 명문 리세 퐁텐(Lycée Fontaine)에 출석하였고, 수사학과 예술을 공부하면서 미켈란젤로의 작품과 고전 조각을 드로잉하였다. 리세에서 뷔야르는 미래에 나비파가 되는 케르 자비에 루셀, 모리스 드니, 작가 피에르 베버, 그리고 미래의 배우이자 무대 감독이 되는 오렐리앵 뤼네포를 만났다.

## 나비파

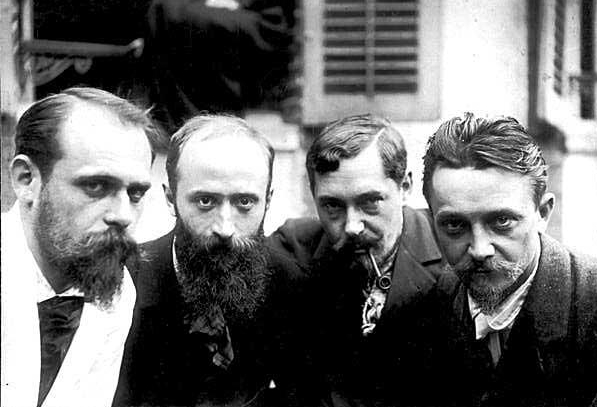
케르 자비에 루셀, 에두아르 뷔야르, 로맹 쿠로스, 펠릭스 발롱통, 1899년

1889년 말에 뷔야르는 모리스 드니와 다른 리세 출신 친구들과 함께 반비밀주의이자 반신비주의 모임인 나비파를 만들고 자주 모임을 갖기 시작하였다. 1888년에 젊은 화가 폴 세뤼지에는 브르타뉴를 여행하면서 폴 고갱의 지도에 따라 색의 영역으로 구성된 추상에 가까운 항구 그림을 그렸다. 이것은 최초의 나비파 작품인 《부적》(The talisman)이 되었다. 세뤼지에와 그의 친구 피에르 보나르, 모리스 드니, 폴 랑송은 예술을 그 토대로 환원시키는 데에 전념한 최초의 나비파 작가였다. 1890년 드니를 통해 뷔야르는 랑송의 스튜디오나 Passage Brady의 카페에서 만나던 모임의 일원이 되었다. 모임의 존재는 이론적으로는 비밀이었고 회원들은 암호화된 별명을 사용하였다. 뷔야르의 별명은 그의 군 복무로 인하여 나비 주아브(Nabi Zouave)가 되었다.

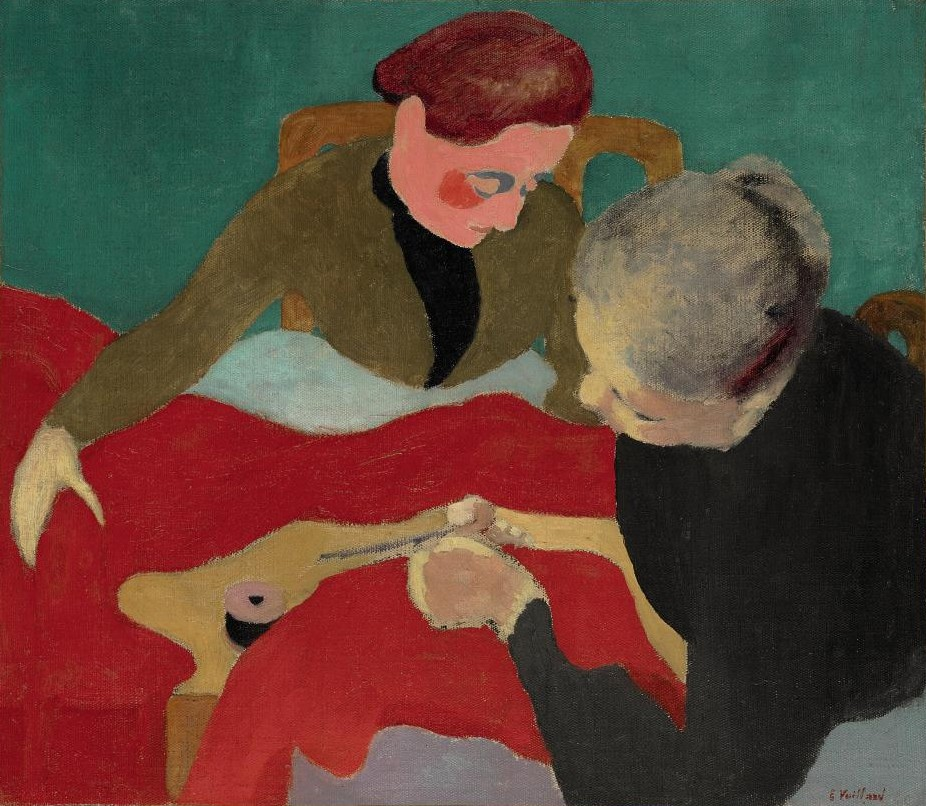
Vuillard, Édouard, The seamstresses (1890), a painting composed of mostly flat areas of color
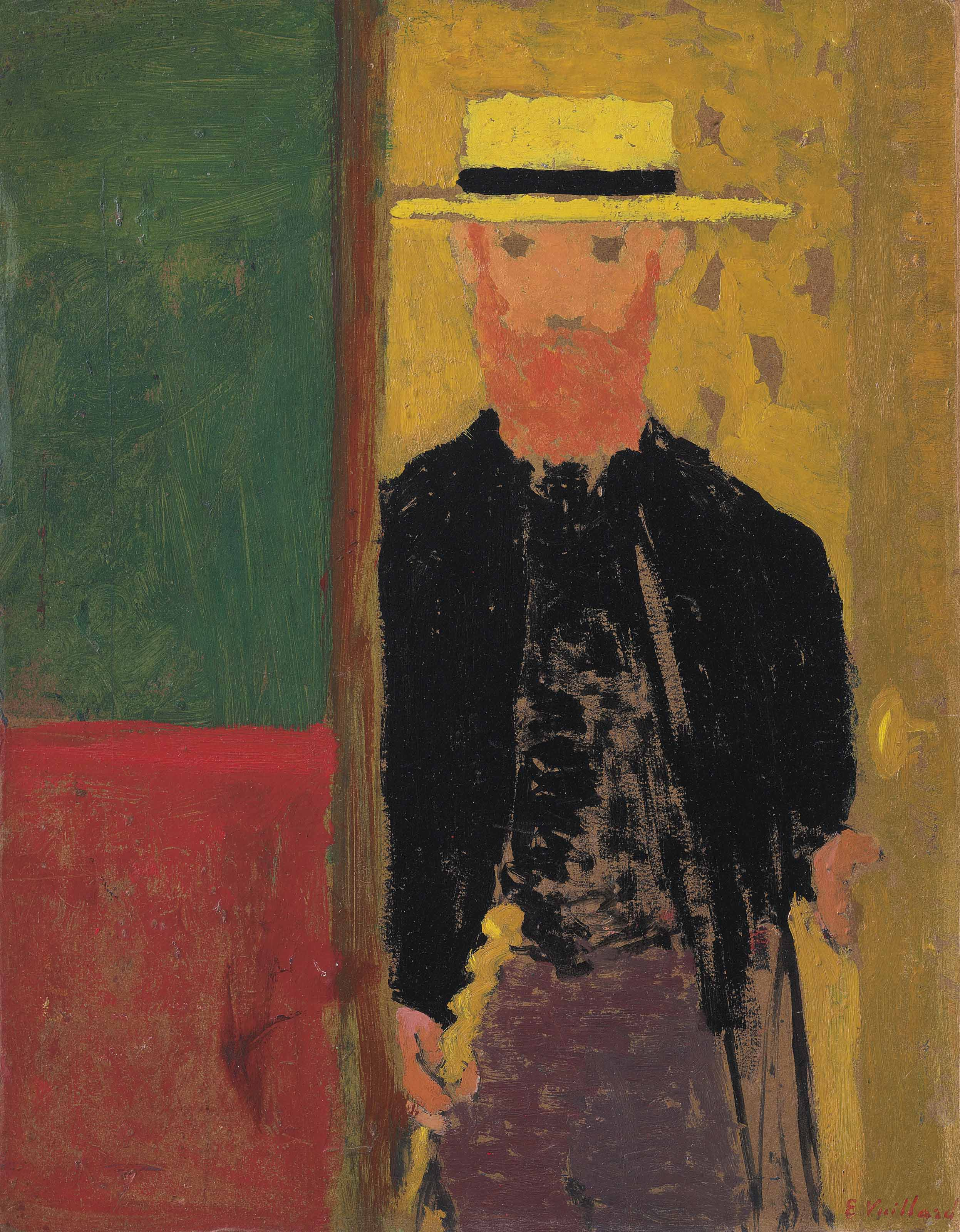
Self-portrait with cane and straw hat (1891–92)
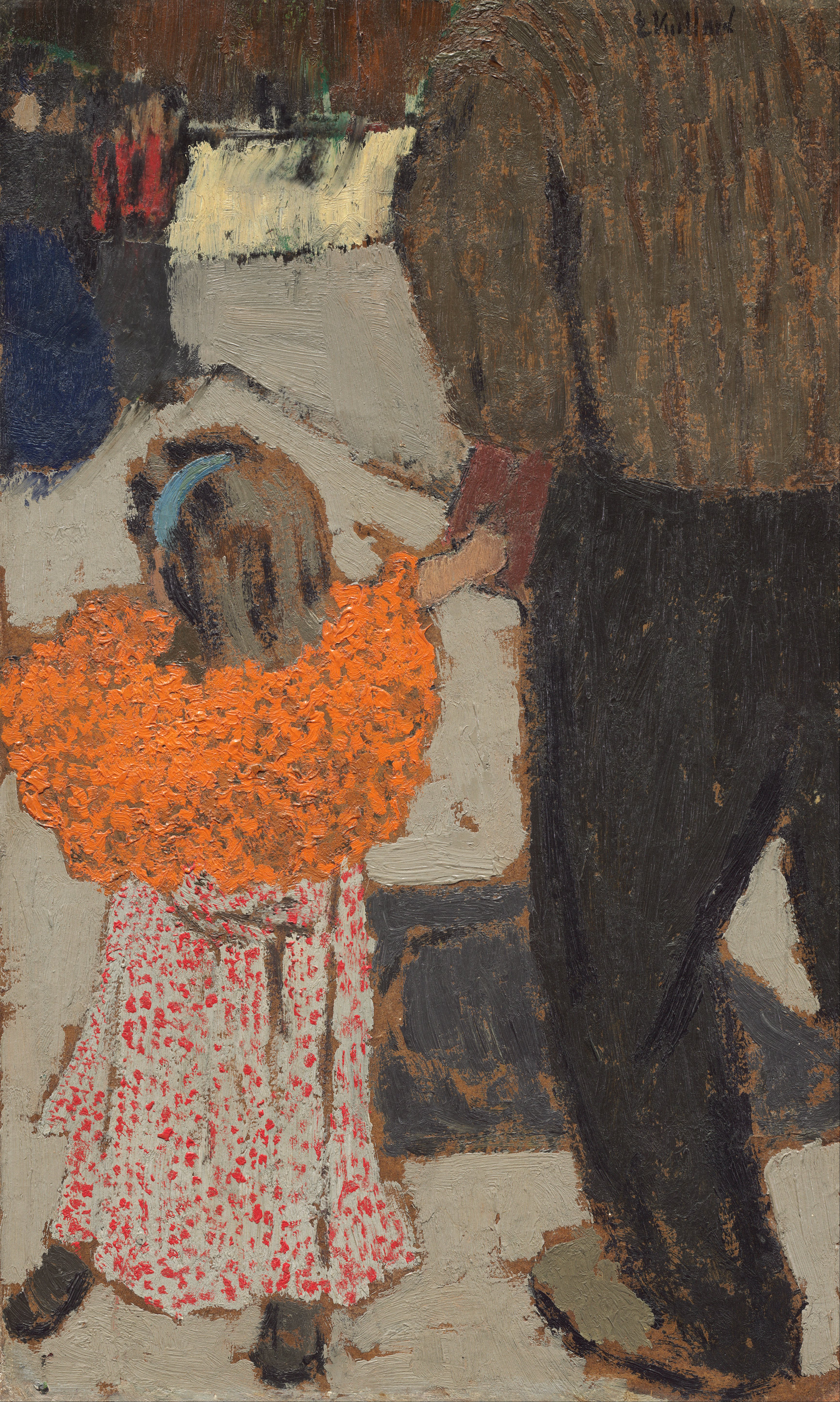
Child in an orange shawl, National Gallery of Art, Washington DC (1894–95)

## 나비파 이후 (1900–1914)
나비파는 언제나 다른 스타일을 가지고 있었지만 예술에 대한 공통된 생각과 이상을 공유했으나, 1900년 전람회 이후 각자의 길을 걸었다. 프랑스 사회를 분열시킨 드레퓌스 사건(1894-1908)에 의해 나비파의 해체는 더욱 심화되었다. 드레퓌스는 유태인 프랑스 육군 장교로, 반역죄로 기소되었으며, 면죄되기 전에 유배지로의 추방이 선고되었다. 나비파에서 뷔야르와 보나르는 드레퓌스를 지지한 반면, 드니와 세뤼지에는 프랑스 육군을 지지하였다.
1900년 나바파가 해체된 후 뷔야르의 스타일과 주제는 변화하였다. 나비파와 함께 할 때에 바야르는 아방가르드의 선봉에 있었다. 그는 점진적으로 1900년 이전에 그렸던 밀폐되고 붐비는 어두운 실내를 버리고 자연광이 비치는 야외를 더 많이 그리기 시작하였다. 뷔야르는 계속해서 실내를 그리긴 했으나, 실내는 더 밝고 깊어졌으며 색채는 더 다채로워졌고, 얼굴과 이목구비가 더 선명해졌다. 빛의 효과는 주제가 실내이든 파리의 공원과 거리이든 뷔야르 작품의 주요 구성 요소가되었다. 뷔야르는 점차 자연주의로 돌아가, 1908년 11월 Gallerie Bernheim-Jeune에서 개최한 개인전에서 다수의 새로운 풍경화를 발표하였다. 그는 한 반모더니즘 비평가로부터 "체계적인 변형에 대한 우아한 항의"라는 찬사를 받았다.

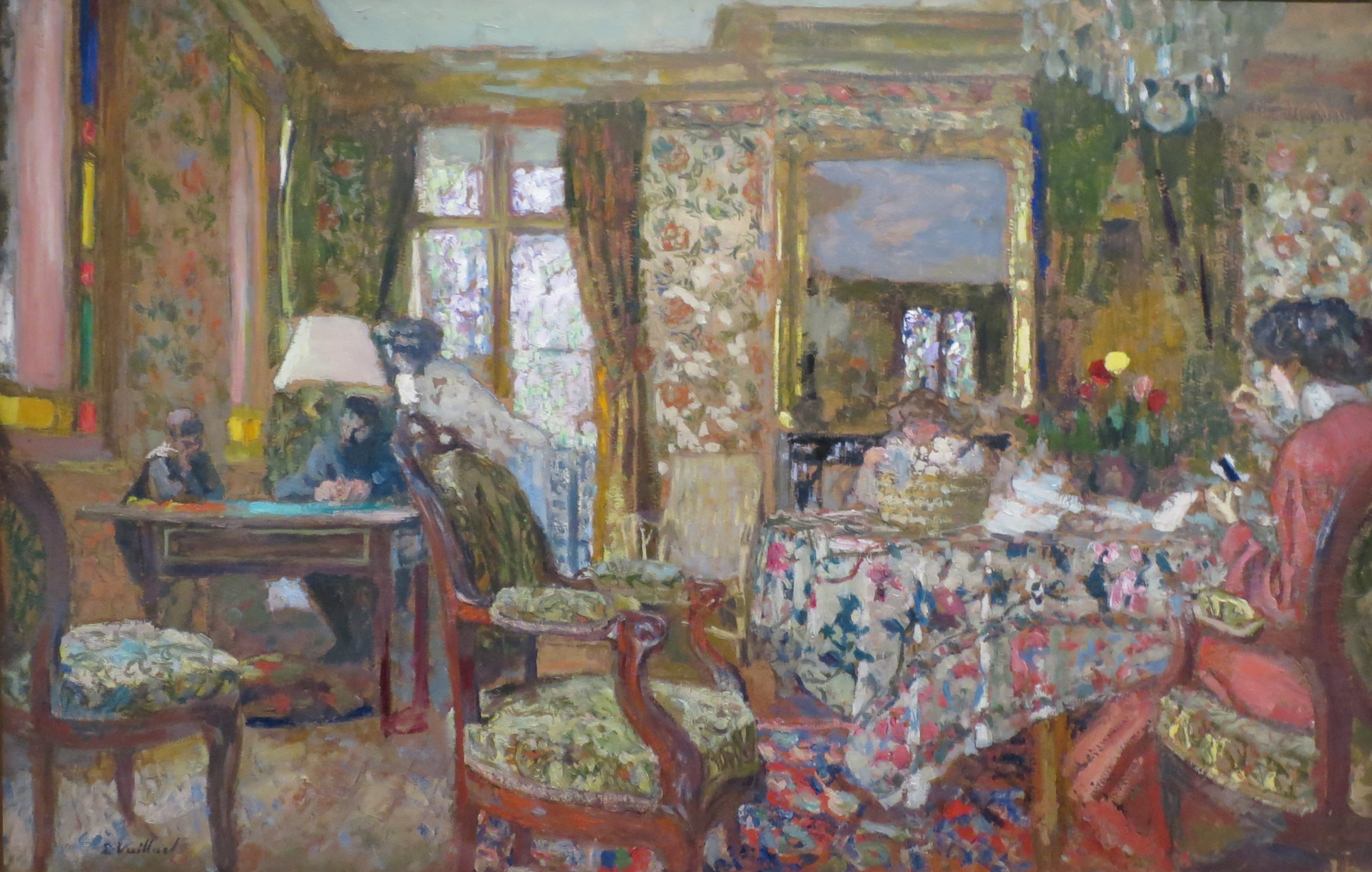
Interior (1904), Pushkin Museum
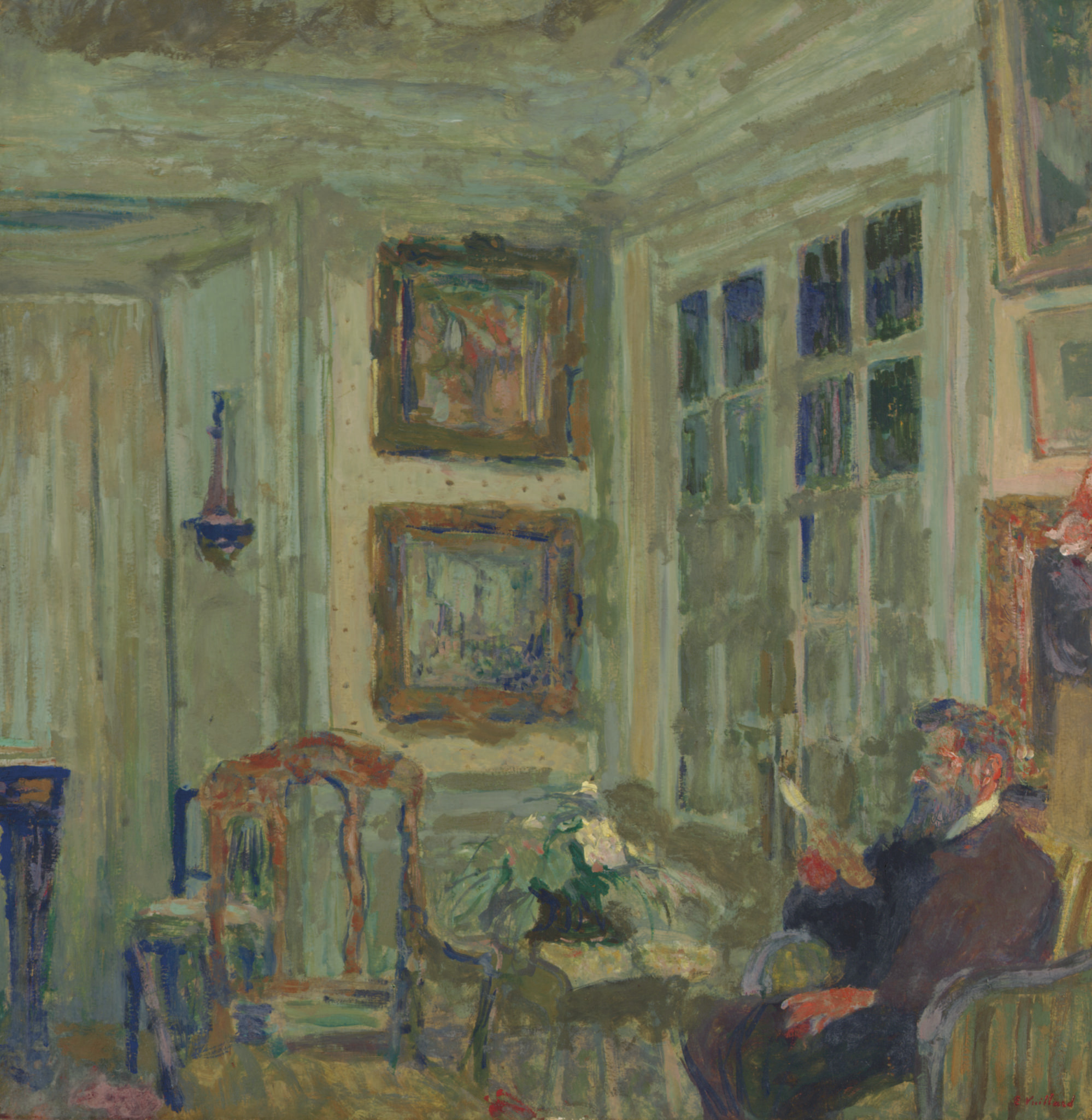
Arthur Fontaine reading (1904)
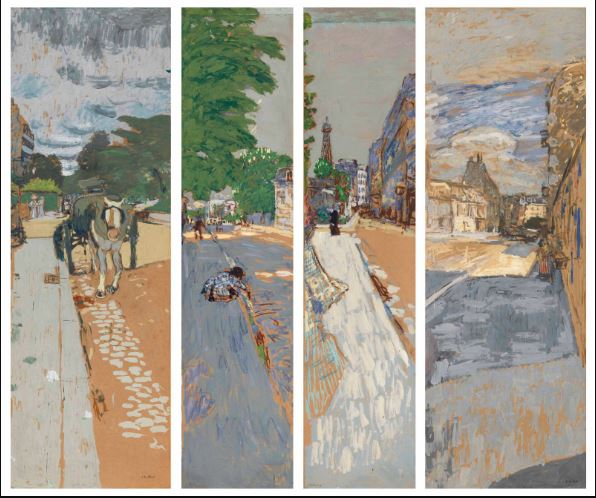
Streets of Paris decorative panels. First series, Passy (1908)
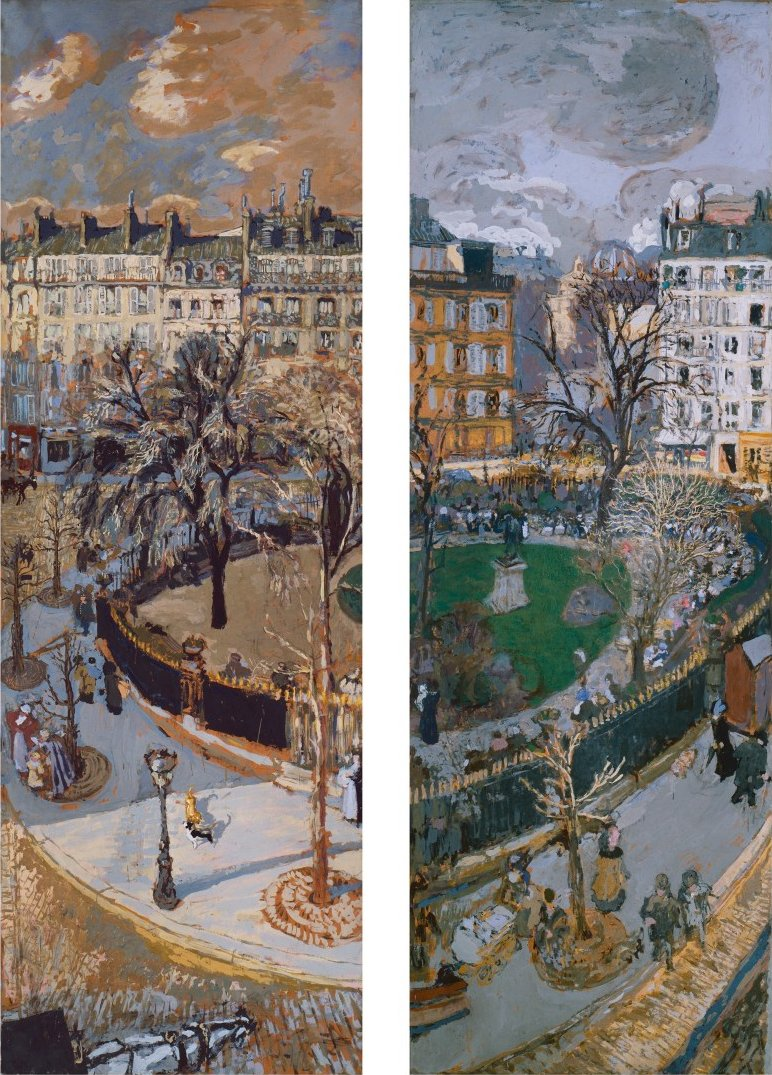
Place Vingtimille panels (1908–1910)
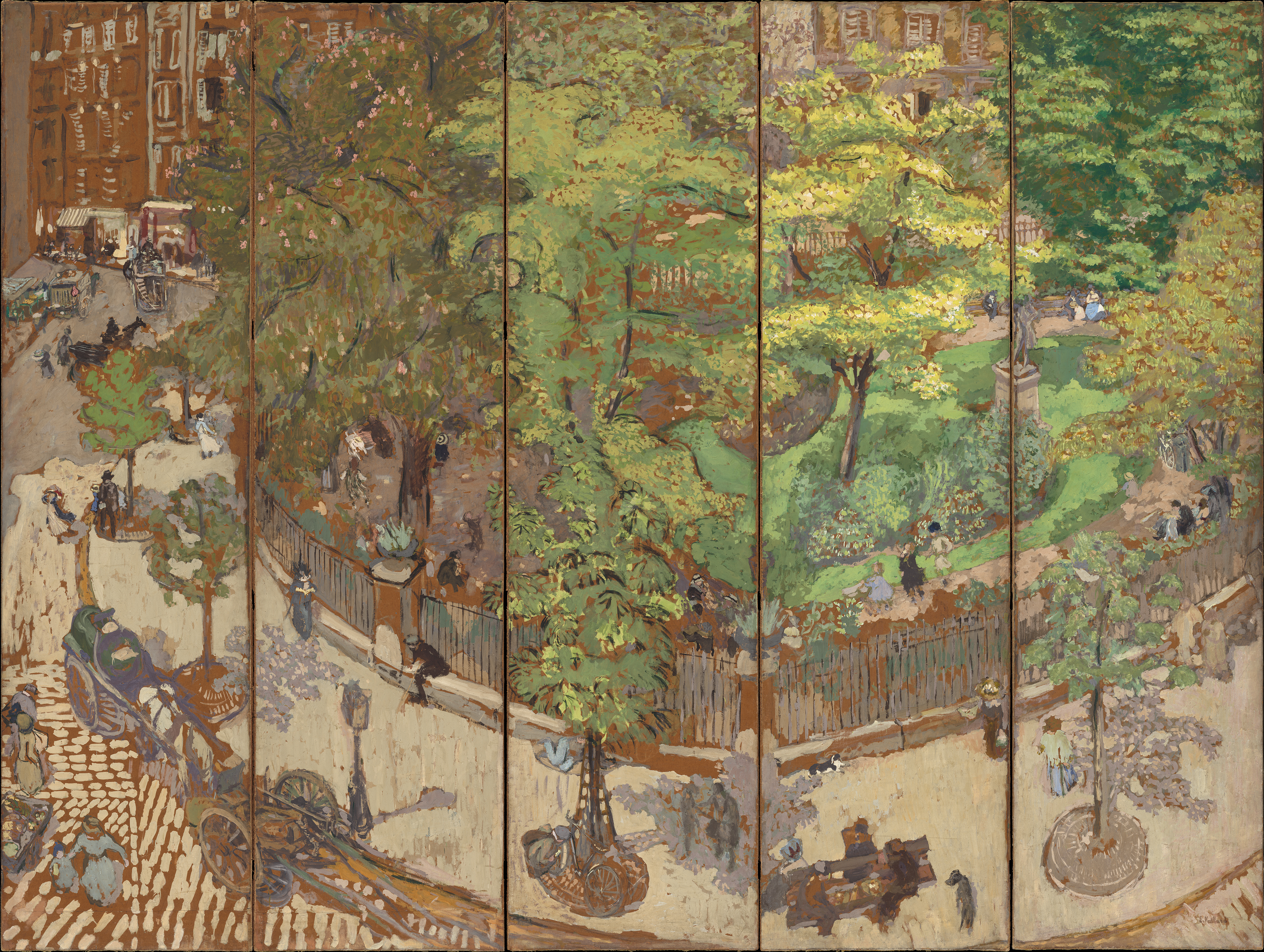
Place Vigntimille panel (1915), National Gallery of Art, Washington
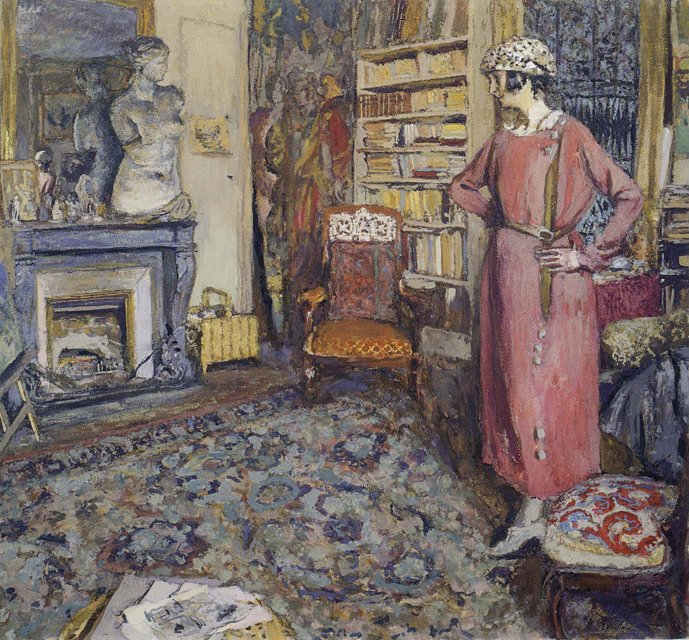
Venus de Milo (1920)
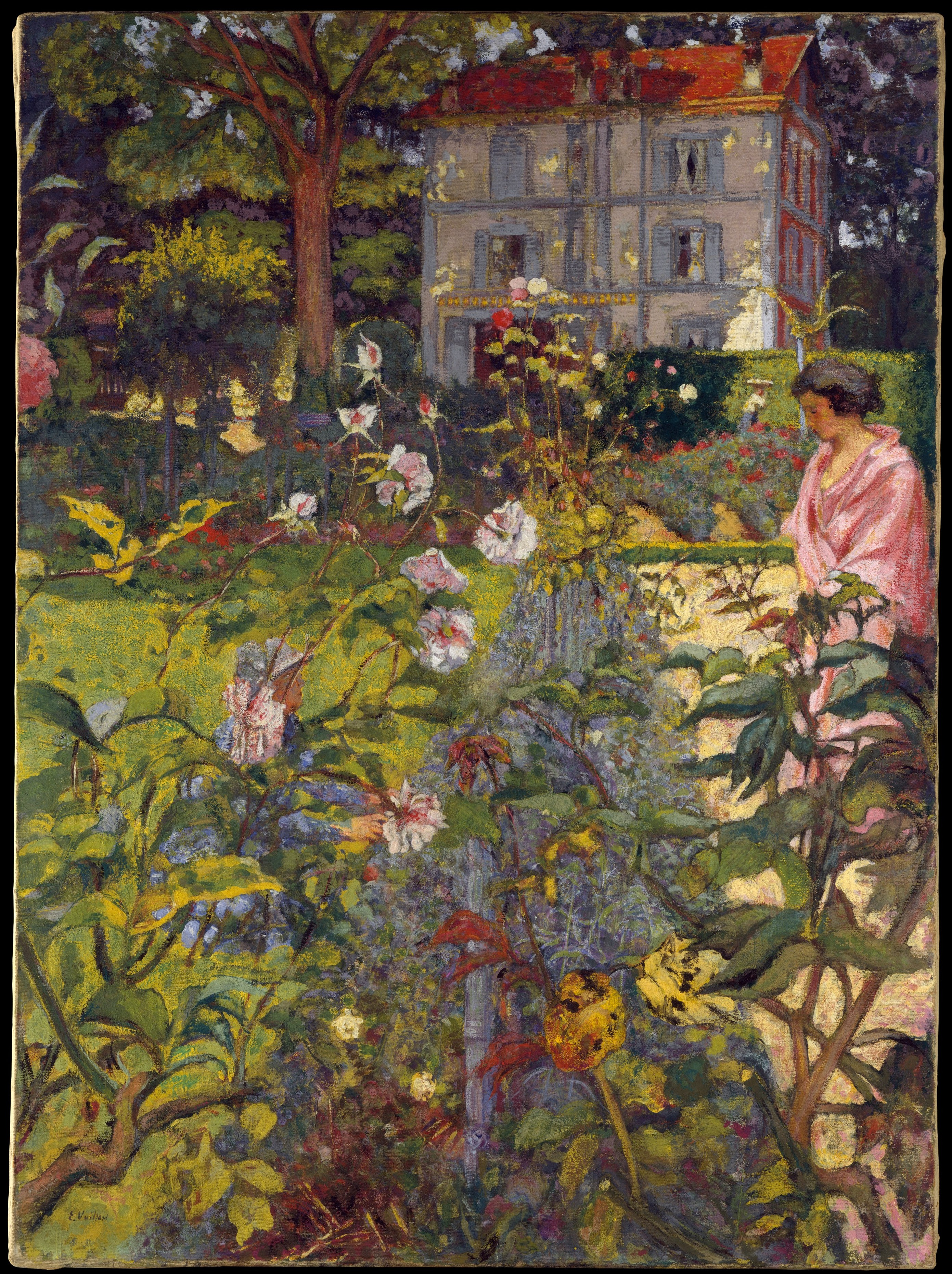
The Garden of Vaucresson (1920), Metropolitan Museum of Art, New York
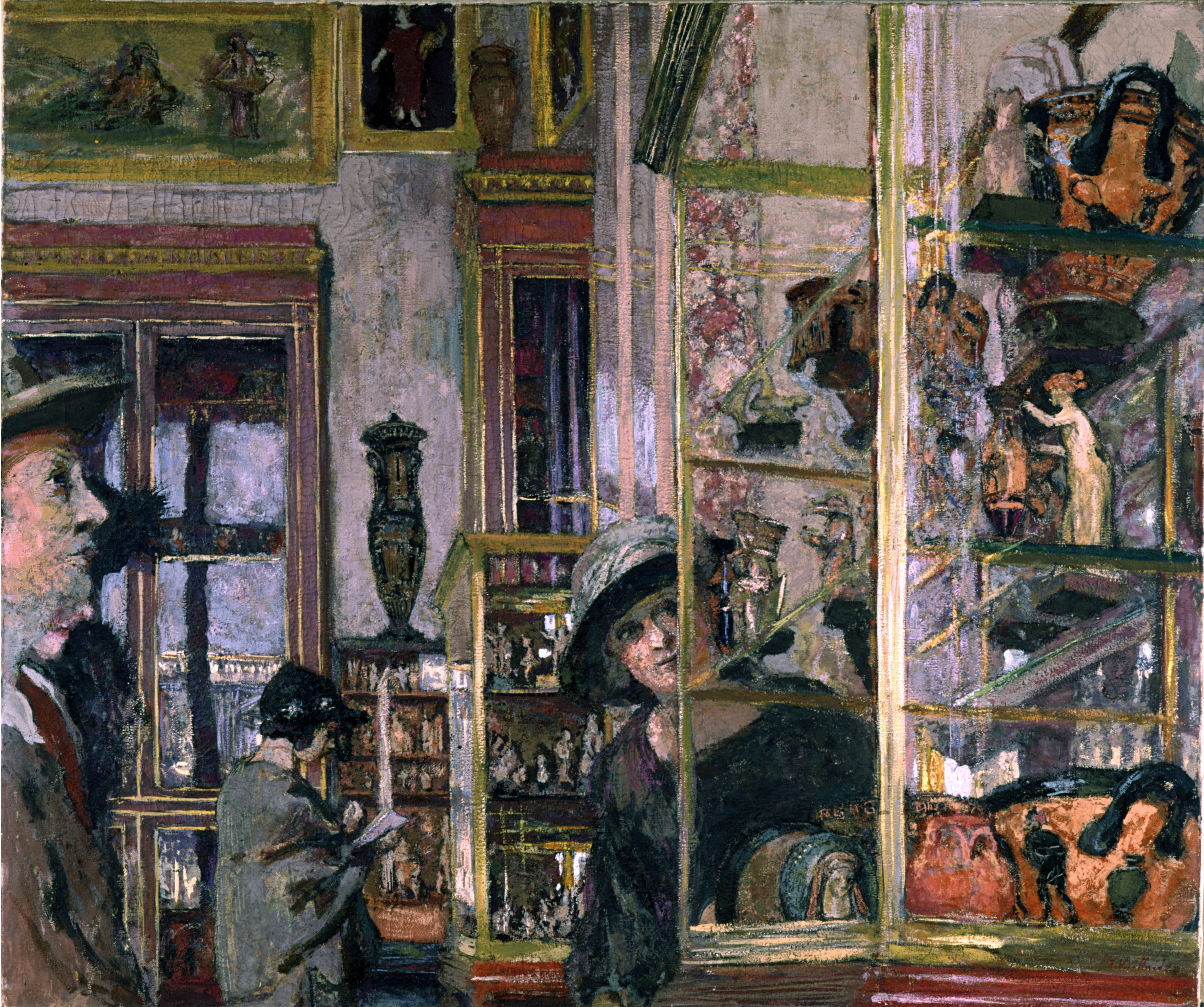
The Salle Clarac at the Louvre (1922)
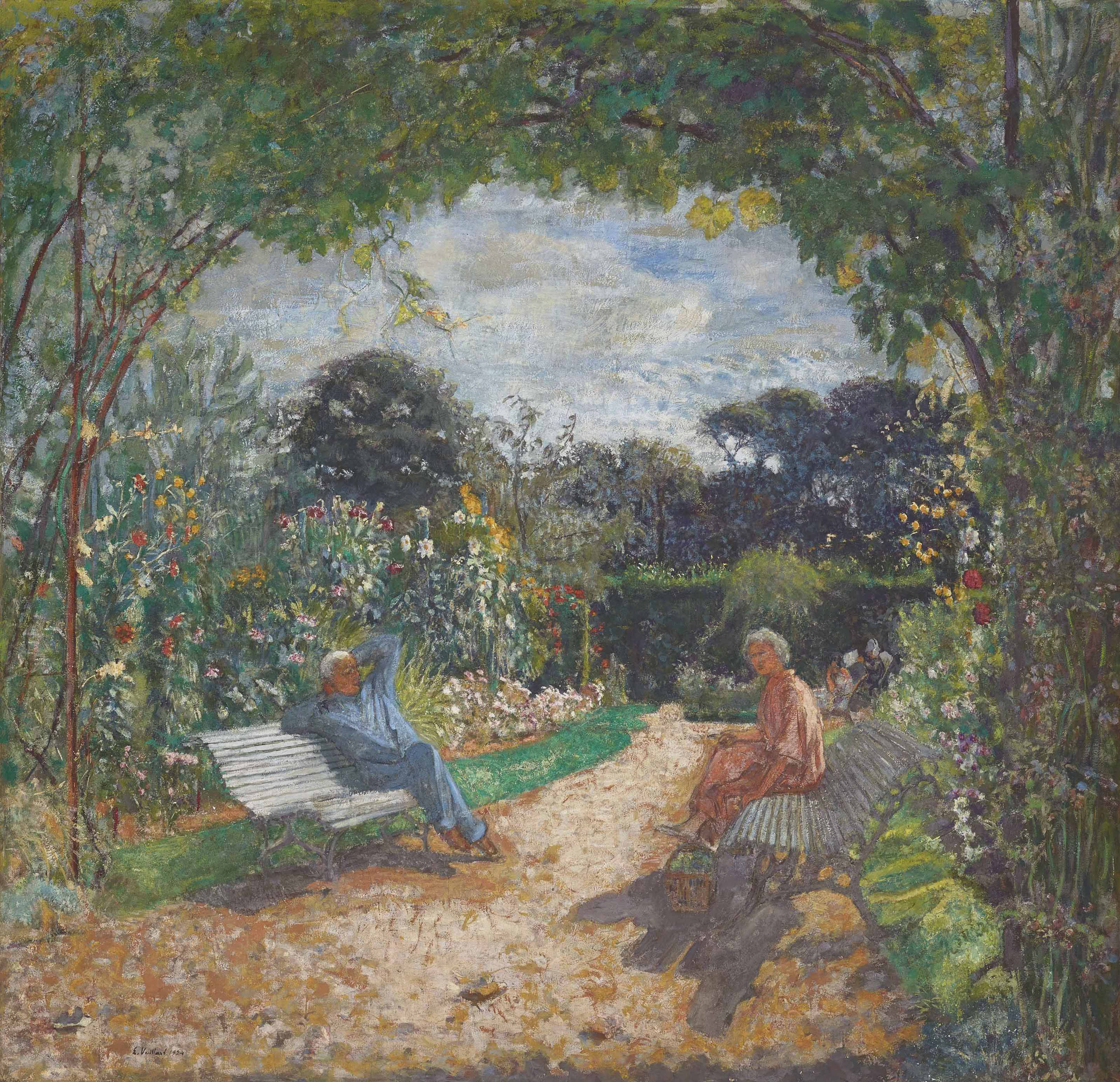
Morning in the garden, Clos Cezanne (1924)
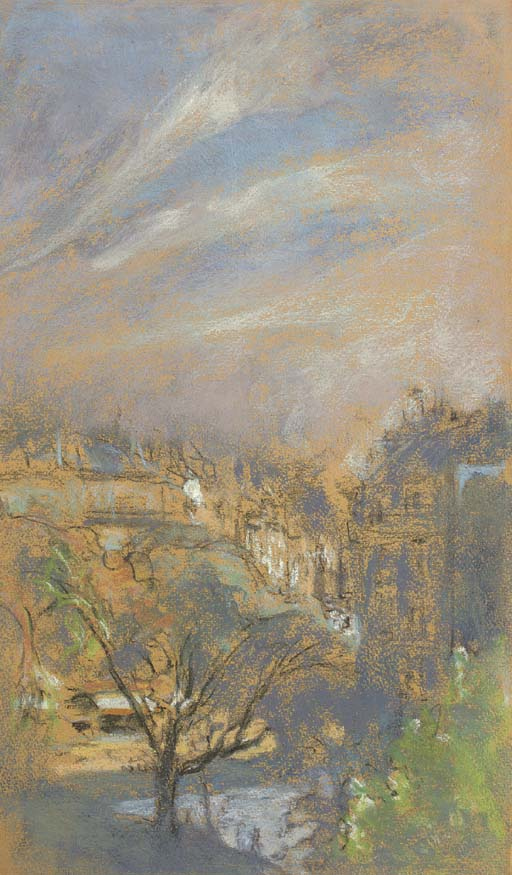
Morning Light, Place Vintimille (c. 1928), pastel and charcoal
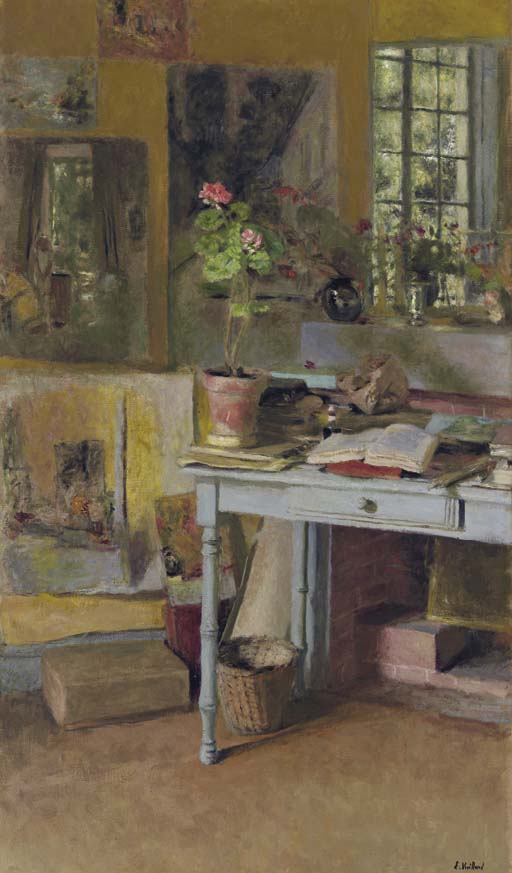
A Clayes, Geranium on a blue table (1932)

## 같이 보기
- 앙티미슴
- 탈인상주의